# Sottai
Le sottai ou sotré est une petite créature légendaire du folklore ardennais, champenois et lorrain, frère du nuton wallon et comparable au lutin français. 
Ce petit être tournoyant ou tourbillonnant, apparu probablement entre le Xe et le XIIe siècle, peut aider un foyer ou une maison aux travaux routiniers, aux tâches ménagères ordinaires comme au grand nettoyage exceptionnel, au nettoyage des étables comme à la traite des vaches ou au nourrissage d'animaux domestiques momentanément abandonnés. Il peut aussi vivre au fond d'une caverne, selon les versions solitaire ou en collectivité. Si on le voit, il ne faut pas faire semblant, et surtout ne pas se moquer de ses caractéristiques physiques ou d'habillement incongrues. Il est par contre sensible aux compliments, mais jamais de manière directe. Son emblème le plus ancien est la roue ou le rouet.

## Étymologie et terminologie
Il est appelé par bien des noms selon les régions : sottai, sotê, massotê, sotay ou sotré, sotrê, satré, soltrait, sotret, sotreut, sottrait, sottré, soutrait, souttré. 
Selon Roger Wadier, l'origine de celui-ci est incertaine. Il pourrait venir du vieux français sautreau, venant lui-même du latin saltus, le "saut". Le folkloriste lorrain avance avec doute l'hypothèse que ce nom pourrait être issu du grec soter, "protecteur", "conservateur". 
Jean-Michel Hans propose d'autres pistes, en faisant dériver le nom de sotré du latin sata, "terres ensemencées, moisson, récoltes" ; de sator, "planteur, semeur, créateur, père" ; de satur, "rassasié" mais aussi "riche", "abondant, fertile", ainsi que du vieux français sostre, "litière". Ces termes issus de l'agriculture font références au sotré-tourbillon qui se plaisait à faire s’envoler le foin en été. Dans le dialecte lorrain : stré désigne la paille. Toujours selon Jean-Michel Hans et rejoins par Sylvie Mougin, le sotré pourrait être un dérivé de Satyrus, le satyre grec. Par ailleurs le sotré est souvent décrit avec des pieds fourchus et aimant embêter les fées (nymphe). Le sotré pourrait aussi venir du vieux français, satre qui signifie "démon, être malfaisant". En Lorraine, sotré est aussi synonyme de sorcier. Jean-Michel Hans rappel par ailleurs que le sotré est un être qui habite un monde souterrain et se faufile dans les maisons, par conséquent il lui attribut également deux autres origines étymologiques toujours issues du vieux français : sosterré et sosentré, "sous la terre" et "entré subrepticement". 
Le wallon du pays de Liège le nomme le plus souvent sotê, la variante massotê étant propre à la Haute-Ardenne comme à La Gleize ou à Grand-Halleux. Ce nom provient de la prononciation liégeoise du wallon sotea qui pourrait étymologiquement signifier « petit sot ». 
D'orthographe extrêmement variable, la version sotré (ou sotrê, sotret, souttré, soltrait) provient de la région Lorraine. En Champagne, le nom employé est sotrê. Il était aussi nommé spin ou spinule, "petite roue" ou rouet vivant, être toupie ou cyclonique, petite turbulence, tourbillon ou courant enroulés. Saint Spinule est le patron de l'église funéraire des comtes de Vaudémont en Lorraine.

## Description
Le sottai ou sotré est typique du monde paysan, donc il diffère selon chaque petit pays ou contrée. La description indirecte de chaque conteur ancien est souvent exubérante, mais elle obéit à un code précis. 
D'après quelques récits populaires belges, ils sont très petits et basanés, et portent des cheveux longs retombant en boucles crépues. Les grottes des vallées de la Vesdre et de la Hoëgne leur servent d'habitation. Ils réparent ce qu'on pose près des ouvertures en échange de nourriture.
Au carnaval de Malmedy, le sotê est un masque typique avec un haut chapeau.
Dans les Vosges, l'expression "voilà le sotré" désigne les petits tourbillons du foin, les courants tourbillonnants de la rivière, voire les petites tornades.

## Utilisation commerciale
Le nom de sotré ou sotrê a été réutilisé pour un fromage vosgien de forme ronde, qui était produit à la laiterie Frederic Lung à Saint-Dié-des-Vosges entre 1954 et 1961. En effet, ce fromage qui n'existe plus se nommait Le Sotré.
Produit dans le Pays de Herve, le Trou d'Sottai est un fromage à pâte molle à croute lavée.